# Sympetrum frequens
Espèce
Sympetrum frequens est une espèce de libellules du genre Sympetrum endémique du Japon.

## Description
La longueur de Sympetrum frequens varie entre 35 et 45 mm.

## Distribution
L'habitat de cette espèce endémique du Japon comprend les îles principales de l'archipel japonais, celle d'Hokkaidō comprise.

## Habitat, mode de vie
La libellule Sympetrum frequens fréquente les eaux stagnantes des zones humides comme les rizières et les environs des ruisseaux au pied des montagnes. En été, elle prend de l'altitude et peuple les pentes des montagnes telles que celles du mont Nyohō dans la ville de Nikkō (préfecture de Tochigi).
Sa forme adulte s'épanouit de juin à octobre.

## Noms vernaculaires
- Akiakane ou Akatombo, Japon
- Autumn Darter, monde anglophone

## Synonymes
- Sympetrum depressiusculum Selys, 1841
- Diplax frequens Selys, 1883